# 普里奧澤爾涅 (基利亞區)
45°36′18″N 29°9′42″E / 45.60500°N 29.16167°E

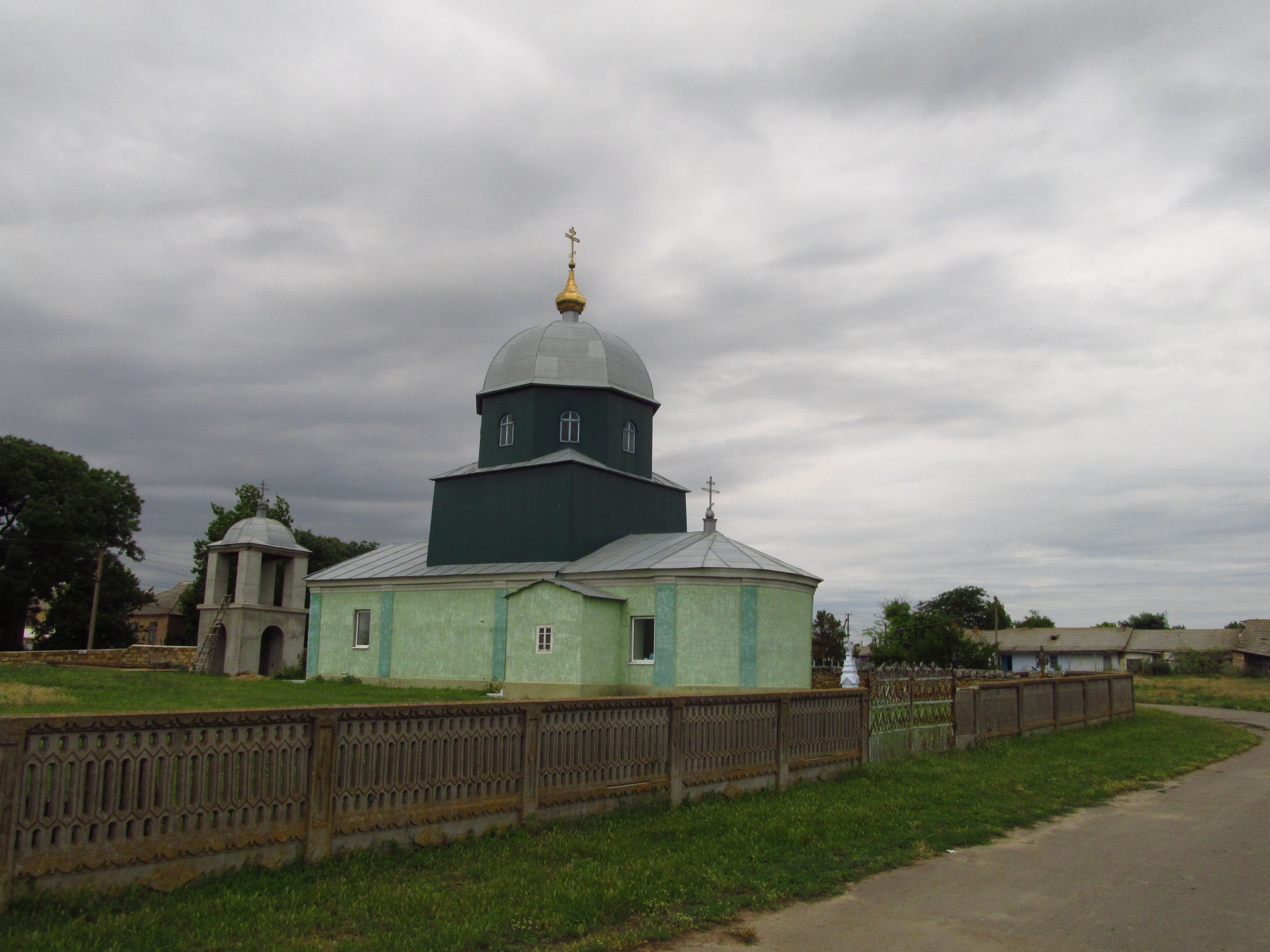

普里奧澤爾內（烏克蘭語：Приозерне）是位於烏克蘭西南部的村莊，由敖德萨州伊茲梅爾區的貝薩拉布斯凱市鎮負責管轄。該村始建於1947年，面積2.09平方公里，海拔高度13米，2001年人口1,778，人口密度每平方公里850.72人。